# Orto botanico di Montpellier
L'orto botanico di Montpellier (in francese Jardin des Plantes de Montpellier) è una struttura museale dell'Università di Montpellier che ospita oltre 2.000 specie vegetali, coltivate su una superficie di 4,6 ha.
Fondato nel 1593, è il più antico orto botanico di Francia, precursore del Jardin des Plantes di Parigi istituito nel 1626.

## Storia
La fondazione dell'orto, avvenuta nel 1593 ad opera del botanico francese Pierre Richer de Belleval, rispondeva alla richiesta di Enrico IV di Francia di dare vita ad un giardino di piante medicinali, ispirato all'orto botanico di Padova.
A partire dal 1622, la primitiva area dell'orto si ingrandisce con l'acquisizione di terreni confinanti e alla coltura delle piante medicinali si affiancano attività scientifiche e nuove collezioni botaniche. Nel 1707 Joseph Pitton de Tournefort istituisce ufficialmente presso l'orto l’École de Systématique.
Nel 1756 viene edificata la prima serra riscaldata, cui nel corso degli anni si aggiungerano l'Orangerie, realizzata tra il 1802 e il 1806 dall'architetto Claude-Mathieu de la Gardette, e altre due serre riscaldate edificate nel corso del XIX secolo. 
Nel 1860 l'area viene ulteriormente ampliata con la realizzazione di un giardino inglese e di una aquarium denominato "Lago dei nelumbi".
Nel 1993 l'orto, con l'insieme delle sue strutture architettoniche, è stato dichiarato Monumento storico.
Attualmente (2016) ha una superficie complessiva di 4,6 ha, su cui insistono 688 m² di serre e 267 m² di orangerie.

## Persone legate all'orto botanico di Montpellier

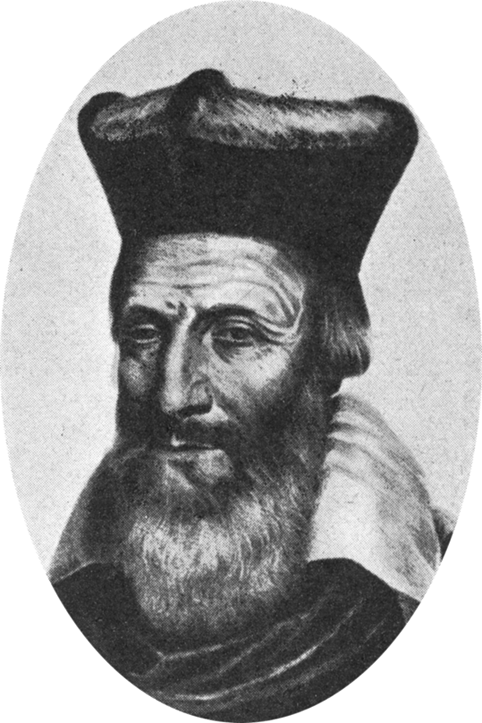
Pierre Richer de Belleval, fondatore e direttore dal 1593 al 1632
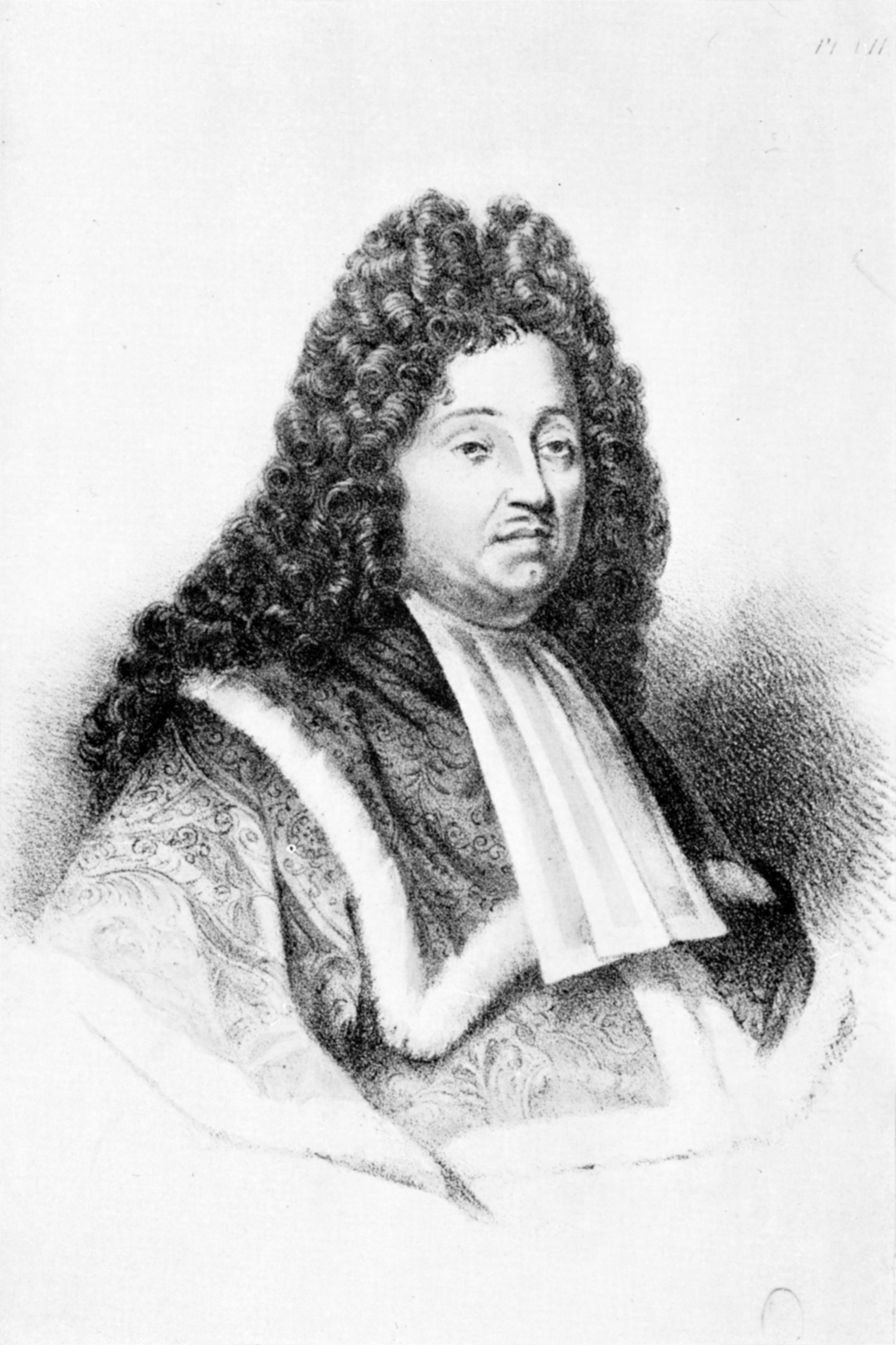
Pierre Magnol, direttore dal 1694 al 1697
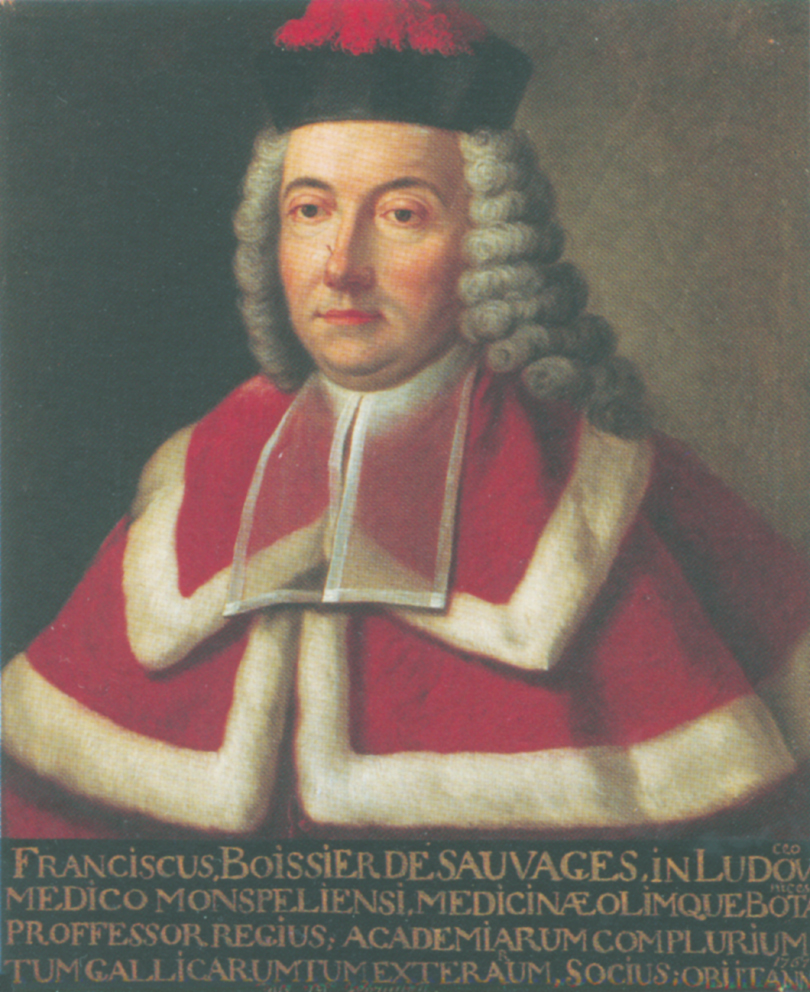
François Boissier de Sauvages, direttore dal 1740 al 1758
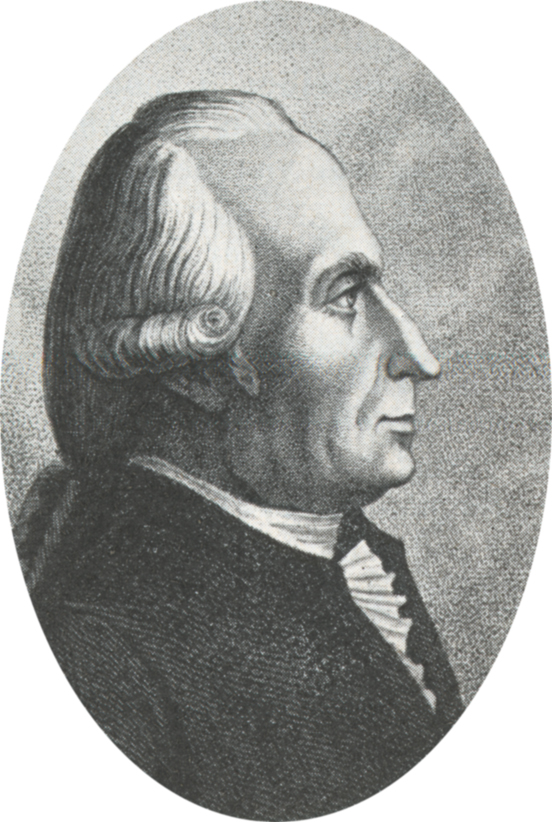
Antoine Gouan, direttore dal 1794 al 1803
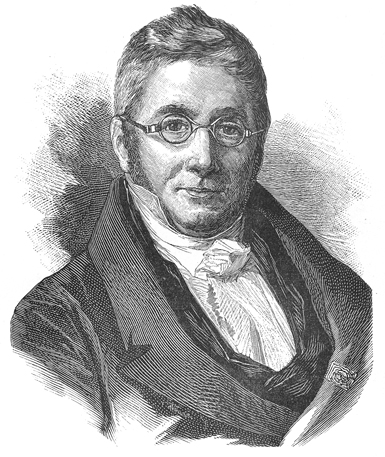
Augustin Pyrame de Candolle, direttore dal 1807 al 1816
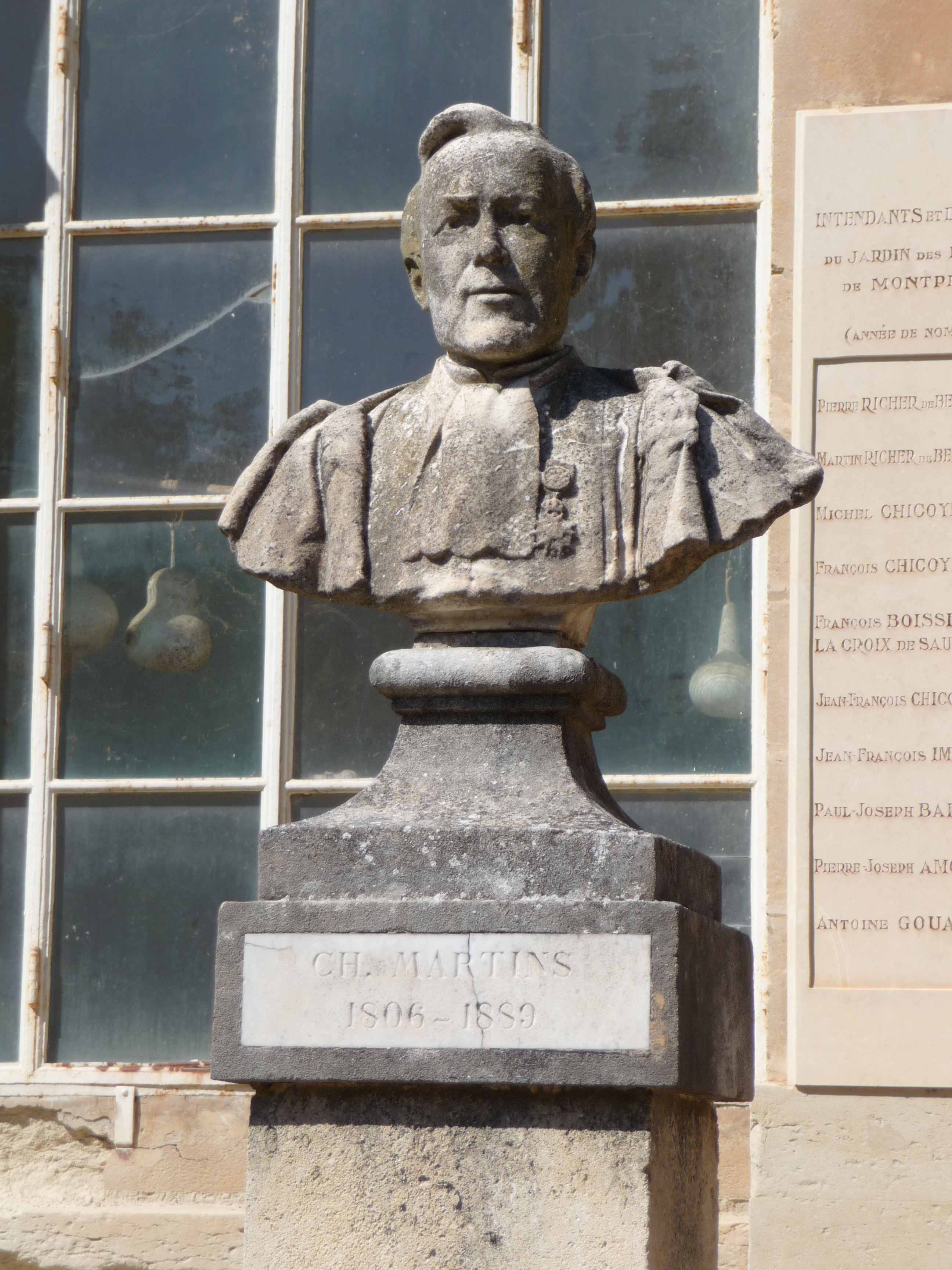
Charles Martins, direttore dal 1851 al 1879

## Strutture e collezioni
La parte più antica dell'orto, chiamata la "Montagna di Richer" in memoria del fondatore, è costituita da un tumulo circondato da cinque terrazzamenti, che ospitano la flora mediterranea;  sul terrazzamento meridionale è attualmente presente una ricca collezione di Cistus spp..
Tra le specie arboree presenti meritano una menzione gli esemplari centenari di Acer monspessulanum, Cedrus atlantica, Celtis australis, Cupressus macrocarpa, Ginkgo biloba, Maclura pomifera, Magnolia grandiflora, Pinus brutia, Quercus castaneifolia, Quercus ilex, Quercus pubescens e Quercus suber.
La "Scuola sistematica di Candolle"  (in francese École Systématique de Candolle) è un settore dell'orto che sorge davanti l'Orangerie. Realizzato da Augustin Pyrame de Candolle, direttore dell'orto dal 1807 al 1816, è un settore didattico in cui circa 250 specie di piante mediterranee, medicinali e orticole, sono coltivate in grandi aiuole squadrate, suddivise in base alla famiglia di appartenenza.
La serra Martins è una serra realizzata nel 1860, per volere di Napoleone III, così chiamata in onore di Charles Martins, direttore dell'orto dal 1851 al 1879. Recentemente ristrutturata, ospita una collezione di oltre 400 specie di piante succulente, suddivise in base alla provenienza geografica (America del Nord, America del Sud, Africa e Madagascar). Altre serre presenti sono le serre Planchon (che ospitano una collezione di piante dell'America del Sud) e la serra Harant (arbusti tropicali).
Sino ai primi anni del 2000, l'orto ospitava una numerosa collezione di palme. In particolare, due grandi filari di palme cinesi (Trachycarpus fortunei) circondavano il giardino inglese e l’École de Systématique. Nel 2006, una epidemia di castnide delle palme (Paysandisia archon), una farfalla il cui bruco si nutre esclusivamente del midollo delle palme, ha portato a morte la gran parte degli esemplari. Attualmente in tutto l'orto sopravvivono solo 36 esemplari isolati, di diverse specie tra cui Brahea armata e Butia capitata.

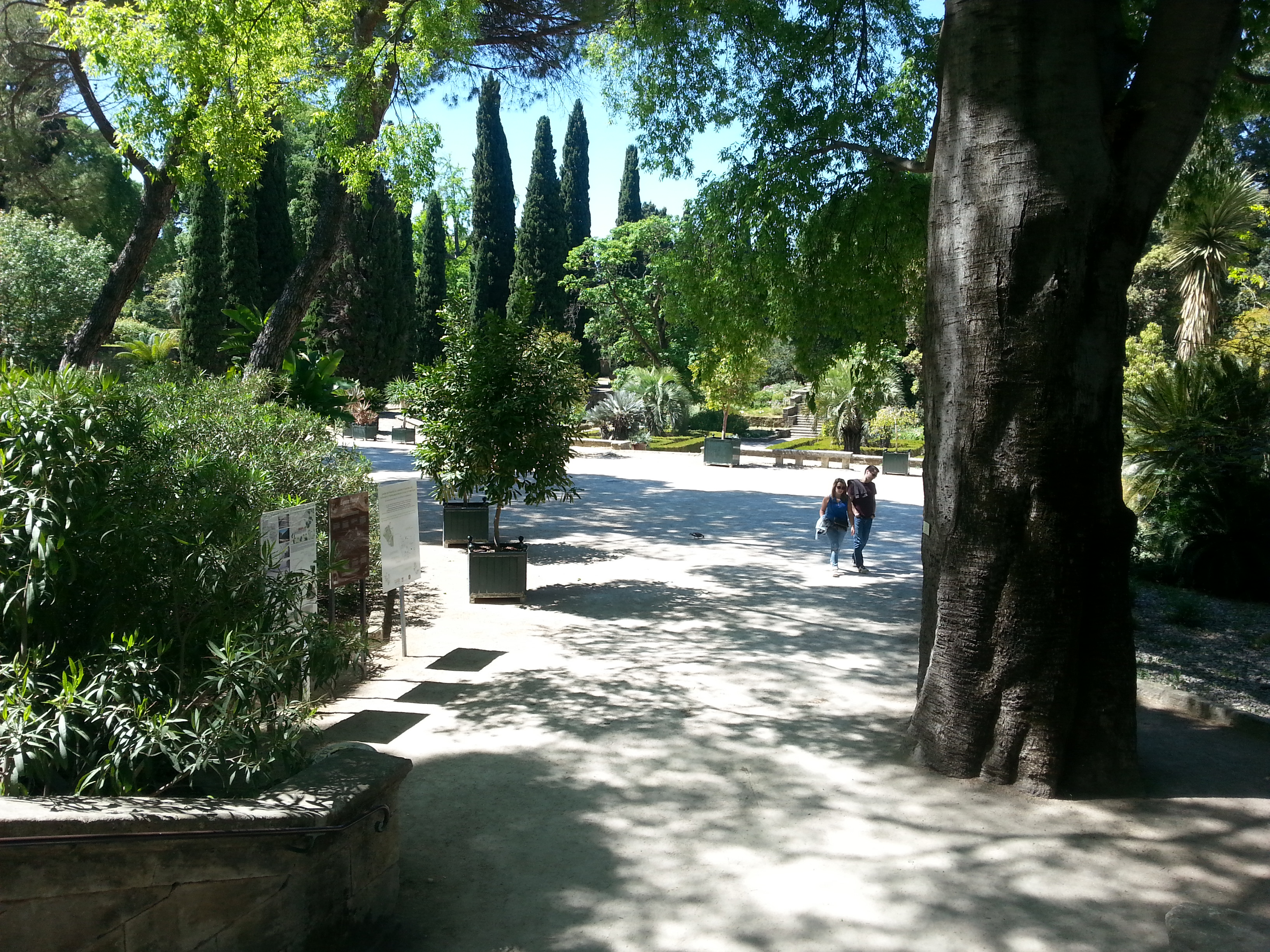
Esemplare monumentale di Celtis australis all'ingresso
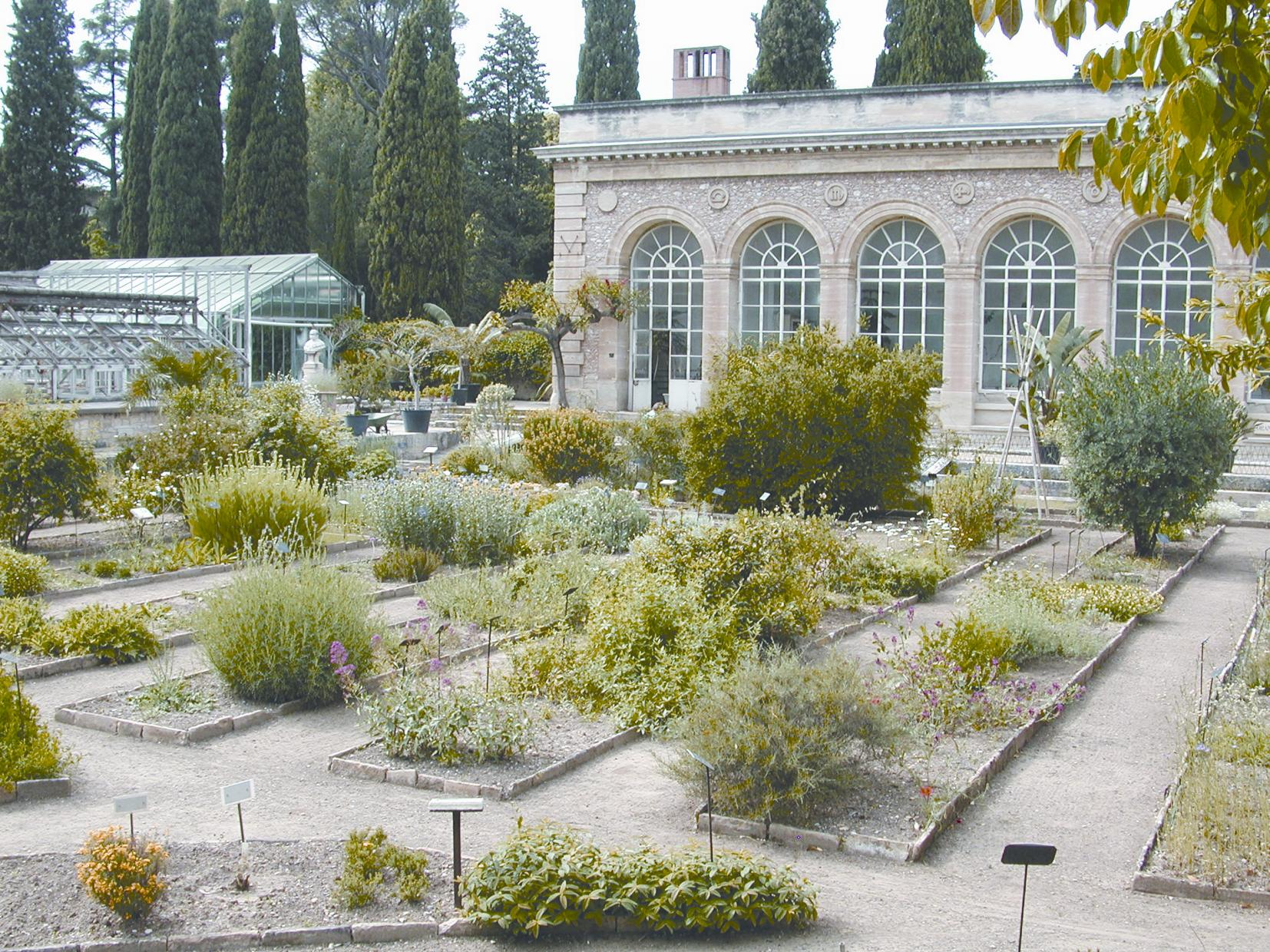
Ecole systématique de Candolle e Orangerie
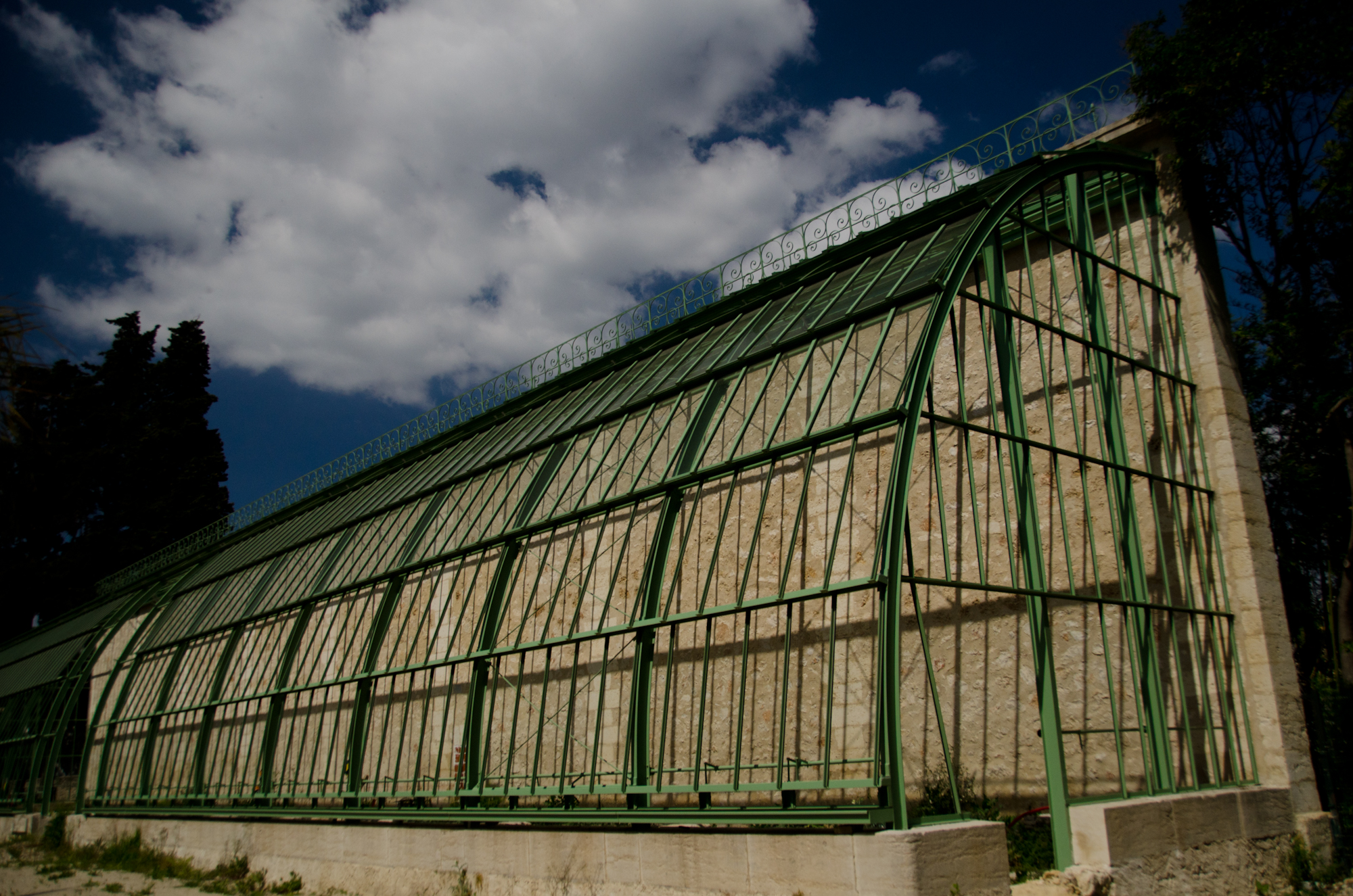
La serra Martins
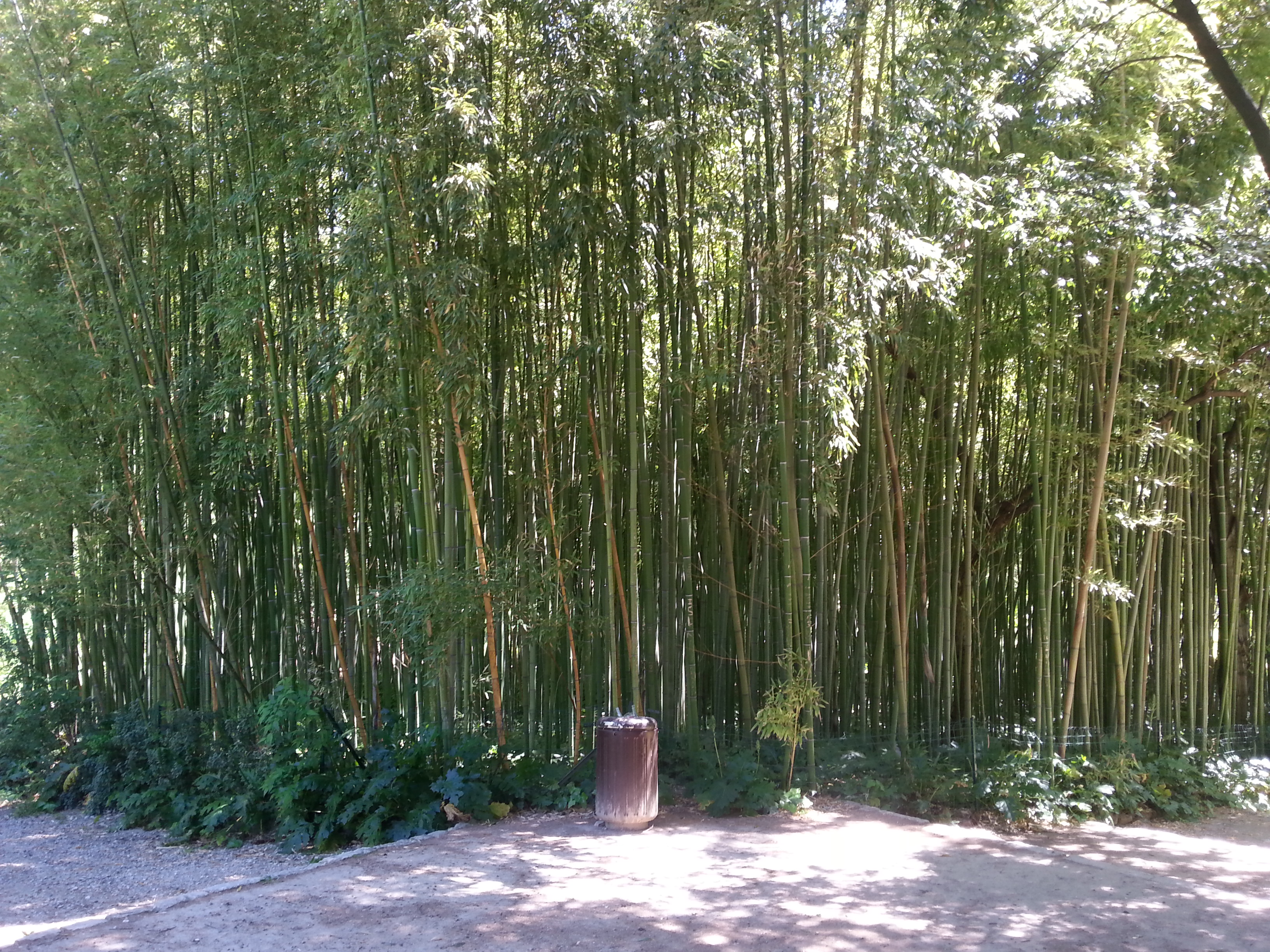
Boschetto di bambù
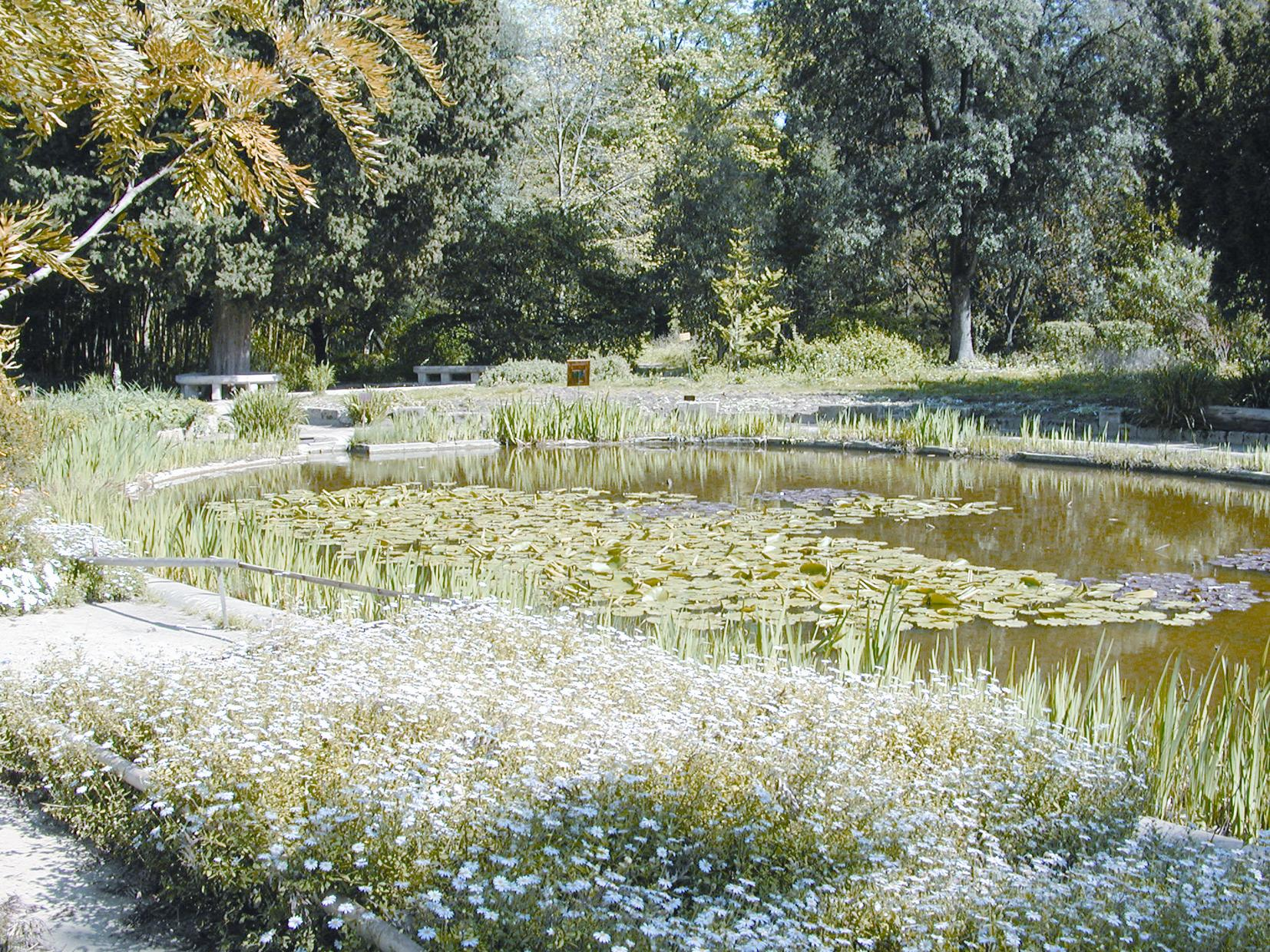
Aquarium